# Preczlaw von Pogarell
Przecław de Pogorzela, mort à Otmuchów le 6 avril 1376, est un prélat polonais.

## Biographie
De la famille noble de Pogorzela, il suivit ses études à Bologne.
Il est nommé évêque de Wrocław le 28 janvier 1342 et sacré le 17 mars de la même année.
Comme souverain de la principauté de Nysa, Przecław a prêté serment d'allégeance devant le roi tchèque Jan de Luxembourg. En 1352, il devient chancelier de la cour de Charles IV.